# فرنسيسكو رودريغيز (دراج مكسيكي)
فرنسيسكو رودريغيز (بالإسبانية: Francisco Rodríguez)‏ هو دراج مكسيكي، ولد في 10 أكتوبر 1915 في Amealco de Bonfil ‏ في المكسيك، وتوفي في 1 يونيو 1998 في مدينة مكسيكو في المكسيك.

## وصلات خارجية
- فرنسيسكو رودريغيز على موقع أوليمبيديا (الإنجليزية)